# Angela Whyte

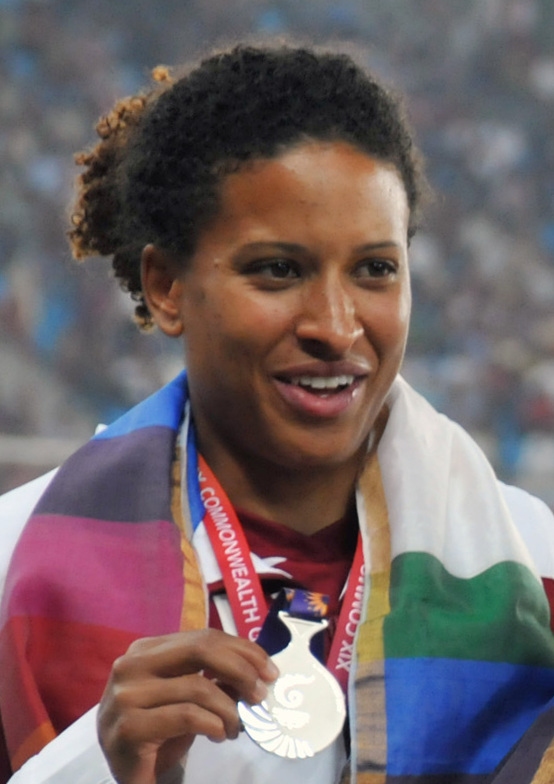
2010

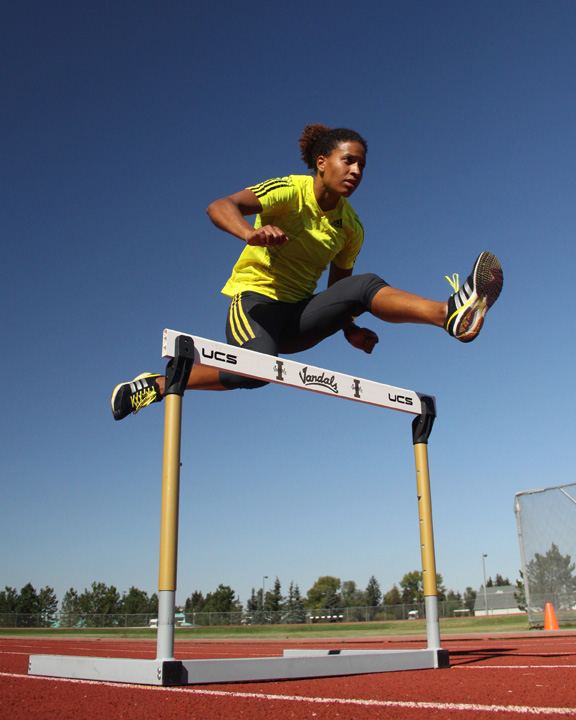
Angela Whyte, 2010

Angela Whyte (Angela Patricia Whyte; * 22. Mai 1980 in Edmonton) ist eine kanadische Hürdenläuferin, die sich auf die 100-Meter-Distanz spezialisiert hat.
Bei den Weltmeisterschaften 2001 in Edmonton schied sie im Vorlauf aus, und bei den Commonwealth Games 2002 in Manchester wurde sie Fünfte.
2003 kam sie bei den Panamerikanischen Spielen in Santo Domingo auf den fünften Platz und erreichte bei den Weltmeisterschaften in Paris/Saint-Denis das Halbfinale.
2004 schied sie bei den Hallenweltmeisterschaften in Budapest über 60 Meter Hürden im Vorlauf aus und wurde Sechste bei den Olympischen Spielen in Athen.
Einem weiteren Halbfinaleinzug bei den Weltmeisterschaften 2005 in Helsinki folgte 2006 eine Silbermedaille bei den Commonwealth Games in Melbourne. 2007 gewann sie Bronze bei den Panamerikanischen Spielen in Rio de Janeiro und wurde Achte bei den Weltmeisterschaften in Ōsaka.
2008 kam sie bei den Hallenweltmeisterschaften in Valencia über 60 Meter Hürden und bei den Olympischen Spielen in Peking nicht über die erste Runde hinaus. Auch bei den Weltmeisterschaften 2009 in Berlin scheiterte sie im Vorlauf.
Bei den Commonwealth Games 2010 in Neu-Delhi und bei den Panamerikanischen Spielen 2011 in Guadalajara holte sie jeweils Silber. 2013 wurde sie Sechste bei den Weltmeisterschaften in Moskau, und 2014 gewann sie Bronze bei den Commonwealth Games in Glasgow.

## Persönliche Bestleistungen
- 60 m: 7,36 s, 26. Januar 2008, Pullman
- 60 m Hürden (Halle): 7,92 s, 8. Februar 2008, Moskau
- 100 m Hürden: 12,63 s, 20. Mai 2007, Carson
- Siebenkampf: 6018 Punkte, 17. April 2014, Azusa